# Adriano Cerquetti
Adriano Cerquetti (Morrovalle, 31 ottobre 1931 – 21 aprile 2003) è stato un avvocato e politico italiano.
Eletto nella VII legislatura nelle file dell'MSI-DN, fece parte degli scissionisti che diedero vita al movimento di
Democrazia Nazionale, di cui fu uno dei vicepresidenti alla Camera.
Fu la sua unica esperienza politica alla Camera dei Deputati.